# シバスゲ
シバスゲ Carex nervata Franch. et Sav. は、スゲ属の植物の一つ。草原に生え、匍匐茎を伸ばす背の低い植物。

## 特徴
草丈は穂の長さが10-20cm 葉はそれより低く、小柄な植物。地下に匍匐茎を長く引き、植物体はそれぞれほぼ単独に数枚の葉を出し、間を開けて生じる。匍匐茎は鱗片葉に包まれ、それは後に細かく裂ける。植物体基部の鞘は暗褐色で少しだけ繊維に分解する。葉は細長くて幅2-3mm、縁はざらつく。
花期は4-6月、小穂は花茎の先端部に集まって生じる。頂小穂は雄性で線状柱形、長さ1-1.5cmで柄はなく、黄褐色。雄花鱗片の先端は丸い。
側小穂は2個ないし3個、雌性で短い円柱状で長さ0.7-1.2cm、やはり柄がない。その苞は鱗片状、あるいは短い針状で鞘は短い。雌花鱗片は半透明で先端近くが暗褐色から淡褐色に色づく。先端は尖るか、あるいは少しだけ芒状に突出する。果胞は長さ2.5-2.8mmで幅0.9-1.1mmで雌花鱗片よりやや長く、先端は急に短い嘴になり、先端には小さな二歯がある。細かな毛が多く、脈が多数ある。果実は倒卵形で長さ1.5-2mm、先端に盤状の付属物がある。柱頭は三裂する。
名前は芝生地に生育することによる。

## 分布と生育環境
北海道、本州、四国、九州に分布し、国外では朝鮮半島と中国に知られる。日当たりのよい芝生や背の低い草地に生える。田の畦に出ることもある。
普通はロゼット状に葉を広げ、それがまばらに生じ、花柄だけが伸び上がるのでなかなか目立たない。時に背丈のある草原で葉を長く伸ばす場合があり、見た目では別種のように見える。

## 近縁種など
もっともよく似たものとしてはチャシバスゲ C. microtricha がある。多くの特徴でよく似ている。違いとしては果胞がより大きいことと、雌花鱗片が褐色に着色することが挙げられる。ただし分布域は本州中部以北であり、分布域に重複しない部分がある。他方で本州中部のものでは本種との差が小さくなり、判断が難しいとも。
小型のスゲ類で似たものとしては、アオスゲとその近縁種群がある。それらは普通は匍匐茎を伸ばさないし、伸ばす場合でもまとまった株を作る。また鱗片に着色が無く、雌花鱗片に芒があるものが多い。